# Hrvatski državotvorni pokret
Hrvatski državotvorni pokret (HDP) je desna, politička stranka, koja je djelovala u Hrvatskoj 1990-ih.
Osnovana je 1981. u New Yorku i Malmöu među pripadnicima hrvatskih političkih emigranata, koji su se zalagali za izlazak iz tadašnje totalitarne SFRJ-a i stvaranje suverene nezavisne Države Hrvatske. Njezin vođa je bio Nikola Štedul, na kojega UDBA je ujesen 1988. godine u Škotskoj pokušla atentat. Pisac svih ključnih dokumenata HDP-a bio je pročelnik za politička i vanjskopolitička pitanja, Mladen Schwartz. Nakon uvođenja višestranačja u Hrvatskoj Nikola Štedul zajedno sa suradnicima iz iseljeništva i Domovine registrira HDP kao političku stranku.
Nakon sudjelovanja njegovih vodećih ljudi (Mirko Norac, Tihomir i Ivica Orešković te drugi)[nedostaje izvor] u hrvatskom obranbeno-osloboditeljskom ratu, HDP je destruktivnim djelovanjem razbijen iznutra.
U svibnju 1998. Pokret se pretvara u Nacionalnu dremokratsku stranku, a u listopadu 2000. spaja se sa Strankom hrvatskog proljeća i Hrvatskom narodnom seljačkom strankom u Hrvatsku demokratsku republikansku stranku (HDRS), kao svojevrsnu "nadstranku", čiji predsjednik postaje Joško Kovač.
U međuvremenu, HDP je posve nestao s hrvatske političke scene.

## Vanjske poveznice
- Statut NDS-a